# Casino Tour
Casino Tour bylo koncertní turné americké blues-rockové skupiny ZZ Top. Jednalo se o jedno z několika krátkých turné k albu XXX, vydanému 28. září 1999.

## Sestava
- Billy Gibbons – kytara, zpěv
- Dusty Hill – baskytara, klávesy, zpěv
- Frank Beard – bicí, perkuse

## Setlist
- Tube Snake Boogie
- I Thank You
- Pincushion
- Got Me Under Pressure
- Waitin' for the Bus
- Jesus Just Left Chicago
- Future Blues
- I'm Bad, I'm Nationwide
- Beer Drinkers and Hell Raisers
- Rough Boy
- Mexican Blackbird
- Cheap Sunglasses
- Just Got Paid
- Dust My Broom
- I Love the Woman
- Bang Bang
- Gimme All Your Lovin'
- Sharp Dressed Man
- Legs
- La Grange
- Tush

## Koncerty
| Datum           | Město         | Stát        | Země | Místo                 |
| --------------- | ------------- | ----------- | ---- | --------------------- |
| 4. květen 2002  | Atlantic City | New Jersey  | USA  | Taj Mahal/Ettis Arena |
| 7. květen 2002  | Uncasville    | Connecticut | USA  | Mohegan Sun           |
| 9. květen 2002  | Albuquerque   | New Mexico  | USA  | Sandia Casino         |
| 11. květen 2002 | Las Vegas     | Nevada      | USA  | The Aladdin Hotel     |
| 12. květen 2002 | San Diego     | Kalifornie  | USA  | Viejas Casino         |